# Odontogama milleri
Odontogama milleri är en fjärilsart som beskrevs av Willie Horace Thomas Tams 1926. Odontogama milleri ingår i släktet Odontogama och familjen ädelspinnare. Inga underarter finns listade i Catalogue of Life.